# John Frederick Miller
Pour les articles homonymes, voir John Miller et Miller.
John Frederick Miller (1759-1796) est un illustrateur britannique surtout connu pour ses peintures de botanique.
Miller est le fils de l'artiste John Sebastian Miller. Il fait partie de l'équipe de peintres qui transforme les dessins de Sydney Parkinson (qui accompagne James Cook durant son premier voyage) en peintures.
En 1772, il accompagne Sir Joseph Banks dans son expédition en Islande.
Il fait paraître Cimelia Physica. Figures of rare and curious quadrupeds, birds, &c. together with several of the most elegant plants en 1796, les textes sont de George Kearsley Shaw.
Entre 1776 et 1782, il publie Various subjects of Natural History, wherein are delineated birds, animals and many curious plants à Londres.